# Roggenhouse
Roggenhouse – miejscowość i gmina we Francji, w regionie Grand Est, w departamencie Górny Ren.
Według danych na rok 1990 gminę zamieszkiwało 377 osób, a gęstość zaludnienia wynosiła 58 osób/km² (wśród 903 gmin Alzacji Roggenhouse plasuje się na 541. miejscu pod względem liczby ludności, natomiast pod względem powierzchni na miejscu 402.).